# Pedro Vicente Maldonado
Pour les articles homonymes, voir Maldonado.
Compléments
Est également astronome, topographe et géographe.

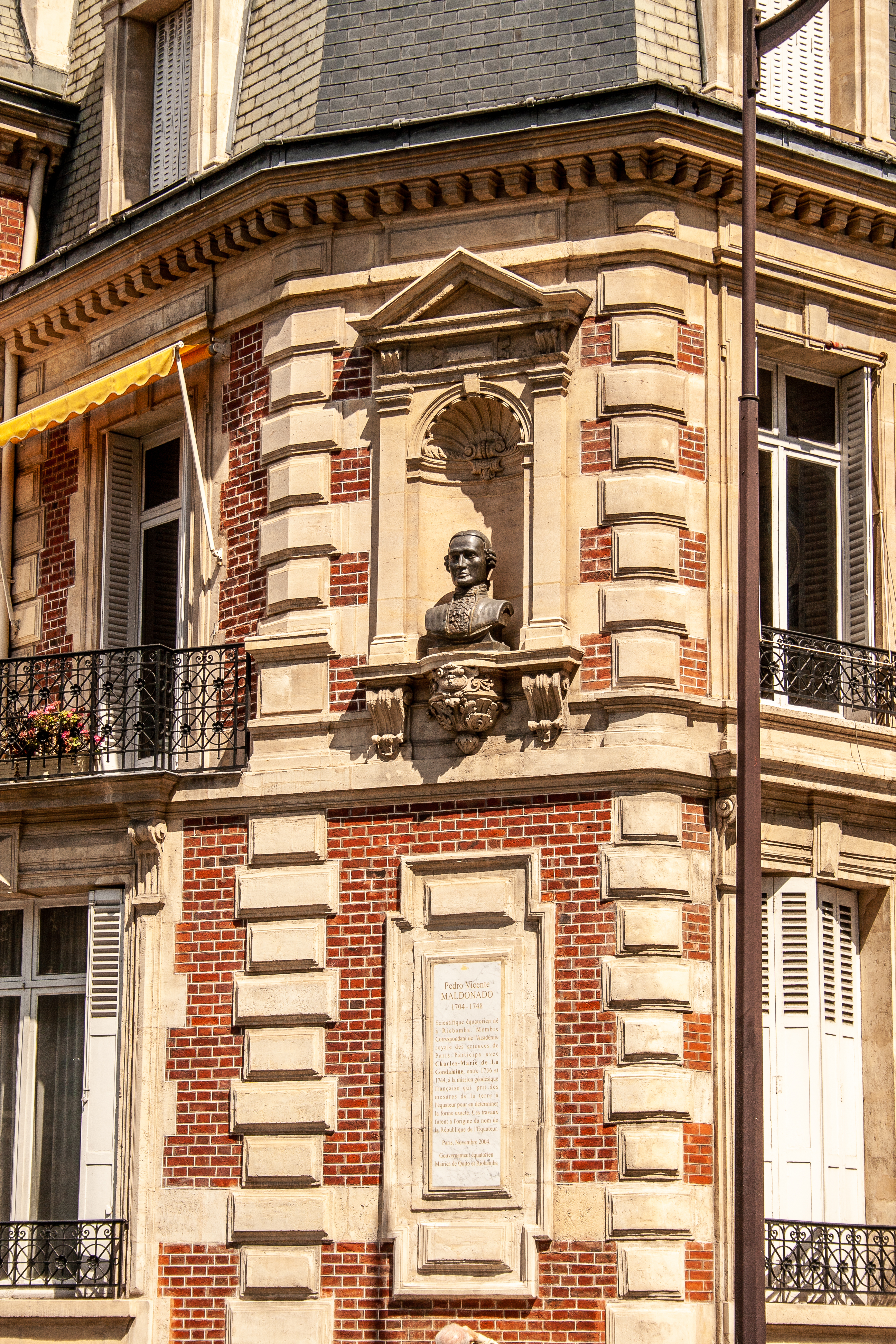
Buste de Pedro Vicente Maldonado, place de la République-de-l'Équateur (Paris).

Pedro Vicente Maldonado, (né à Riobamba, vice-royauté du Pérou le 24 novembre 1704 et mort à Londres en Angleterre, le 17 novembre 1748) est un scientifique, collaborateur de la mission géodésique française. Physicien et mathématicien, Maldonado est également astronome, topographe et géographe.

## Biographie

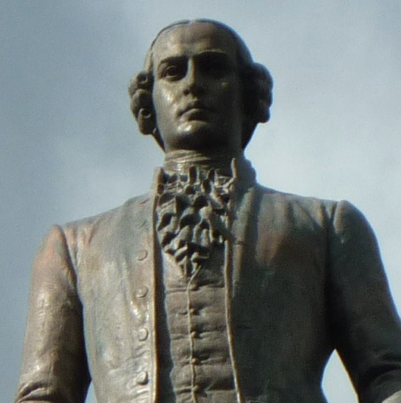
Statue de Maldonado à Riobamba (Équateur)

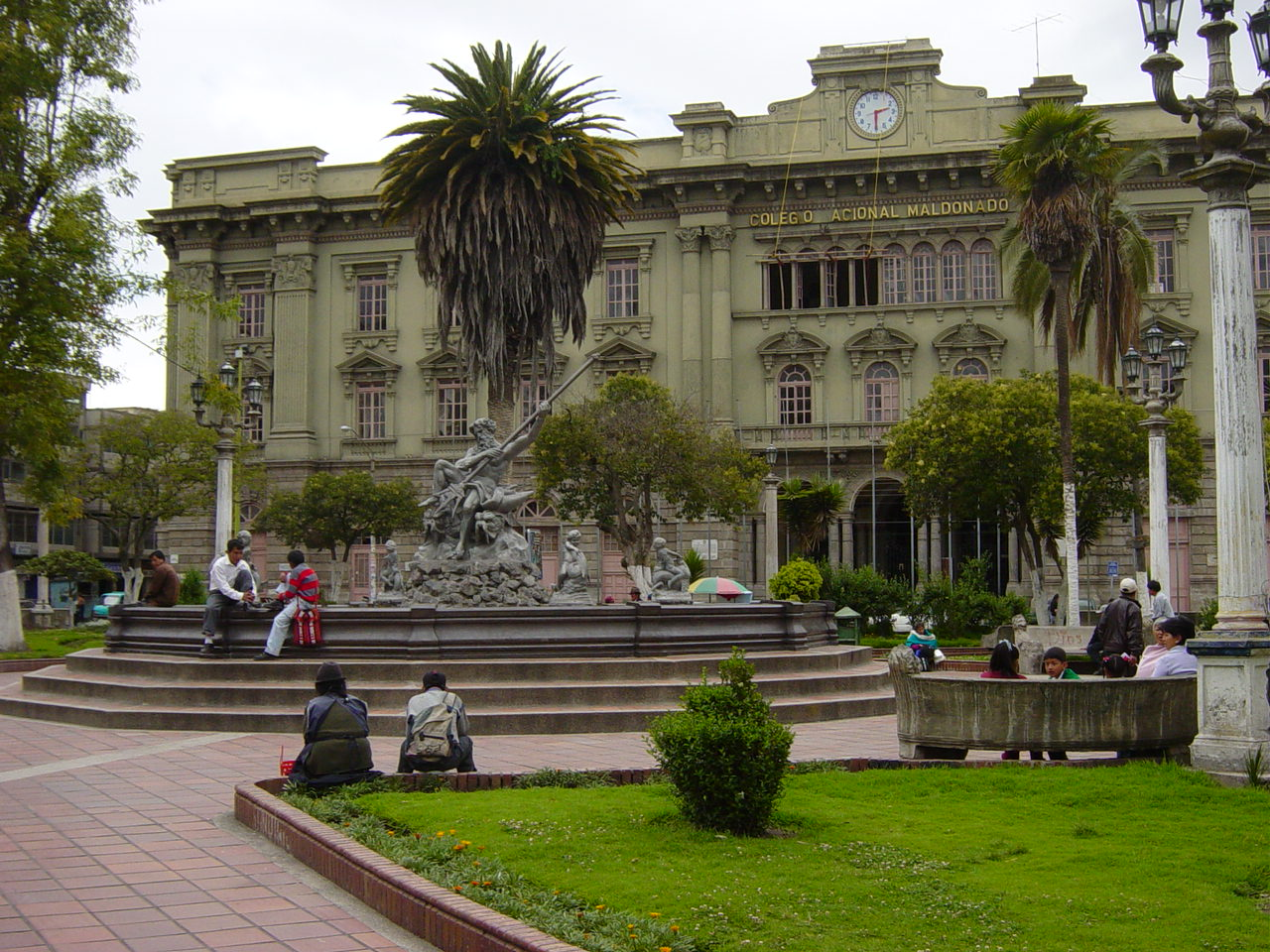
Parc et collège Maldonado, à Riobamba, nommés d'après Pedro Vicente Maldonado.

Maldonado nait en 1704 à Riobamba, dans l'audiencia de Quito, une région située dans l'actuel Équateur. Ses parents, don Pedro Antonio Maldonado Sotomayor et doña María Flores Palomino, possède un statut économique et social élevé. Il termine son éducation primaire à Riobamba et voyage à Quito en 1718 pour intégrer le collège jésuite
San Luis, où il apprend l'arithmétique, le latin, l'astronomie et la musique. Il reçoit son diplôme d'enseignant en 1721 et retourne par la suite à Riobamba pour être éducateur dans l'école jésuite locale.
Entre 1722 et 1724, Maldonado explore plusieurs régions inconnues afin d'en étudier la géographie en détail ; il achève sa première carte en 1725. En 1730, il déménage à Quito et se marie avec la fille du gouverneur de Popayán. Il retourne à Riobamba en 1734 et est élu alcade (en espagnol alcalde) du cabildo ; il est nommé plus tard lieutenant du Magistrat. La même année, il présente au vice-roi du Pérou un projet de liaison entre l'audiencia de Quito et le Panama ; il s'agit de son premier projet impliquant des routes commerciales et des transports.
En 1736, il collabore avec la mission géodésique française dont le but principal, jusqu'en 1743, est de mesurer la longueur d'un degré d'un arc de méridien à proximité de l'équateur.
En 1742, il devient gouverneur de la province d'Esmeraldas. Après la mort de sa femme, il retourne à Quito et se remarie en 1743. En 1744, il visite l'Europe. En 1746, en Espagne, il est reçu par Philippe V qui le nomme gentilhomme de la chambre royale et le confirme dans son poste de gouverneur. Il voyage ensuite à Paris où il est reçu comme membre de l'Académie royale des sciences en 1747, sur la base de rapports d'autres géologues qui l'ont connu à Quito ; ce titre lui donne la possibilité d'imprimer sa « Carte générale ». La même année, il voyage aux Pays-Bas puis, en 1748, à Londres où il est invité à participer aux réunions de la Royal Society. Il meurt avant de pouvoir y être introduit.